# نقطه ارشمیدسی

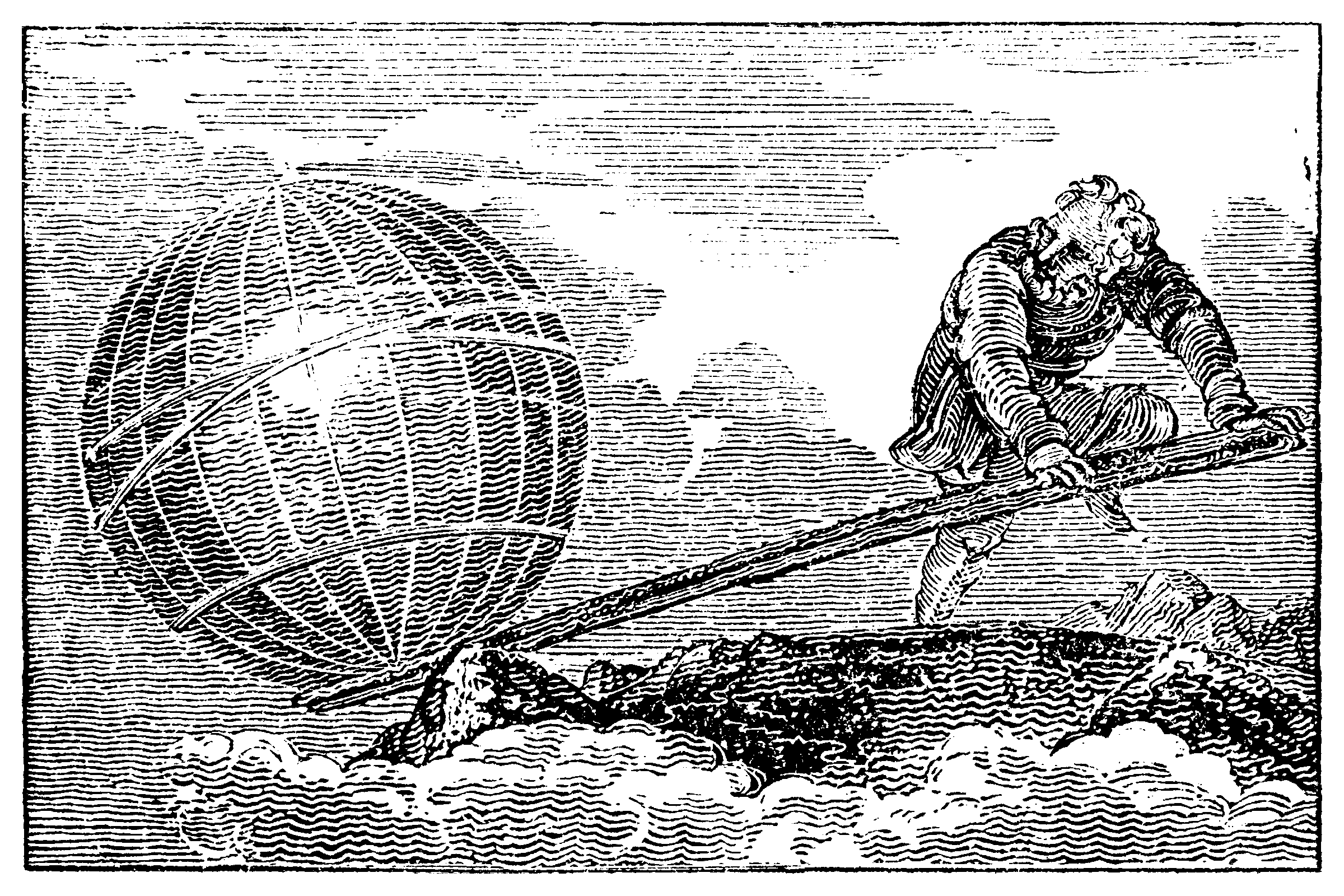
نقاشی از نقطهٔ ارشمیدسی

نقطهٔ ارشمیدسی (Archimedean point یا Punctum Archimedis) نقطه یا چشم‌اندازی فرضی است که از آن بیننده می‌تواند به گونه ای عینی موضوع مورد پژوهش خود را مشاهده کند و آن را در کلیت خود دریابد. چنین چشم‌اندازی فرضی مورد استفادهٔ فیلسوف‌های گوناگونی قرار گرفته‌است. یک نمونهٔ معروف آن فلسفهٔ عدالت رالز است که در آن کوشیده شده از چنین چشم‌اندازی، فارغ از هرگونه منفعت شخصی و علائق و تعصبات موردی، تعریف و دریافت انسان معقول از عدالت به دست بیاید.